# موكب يوم نصر موسكو 2017

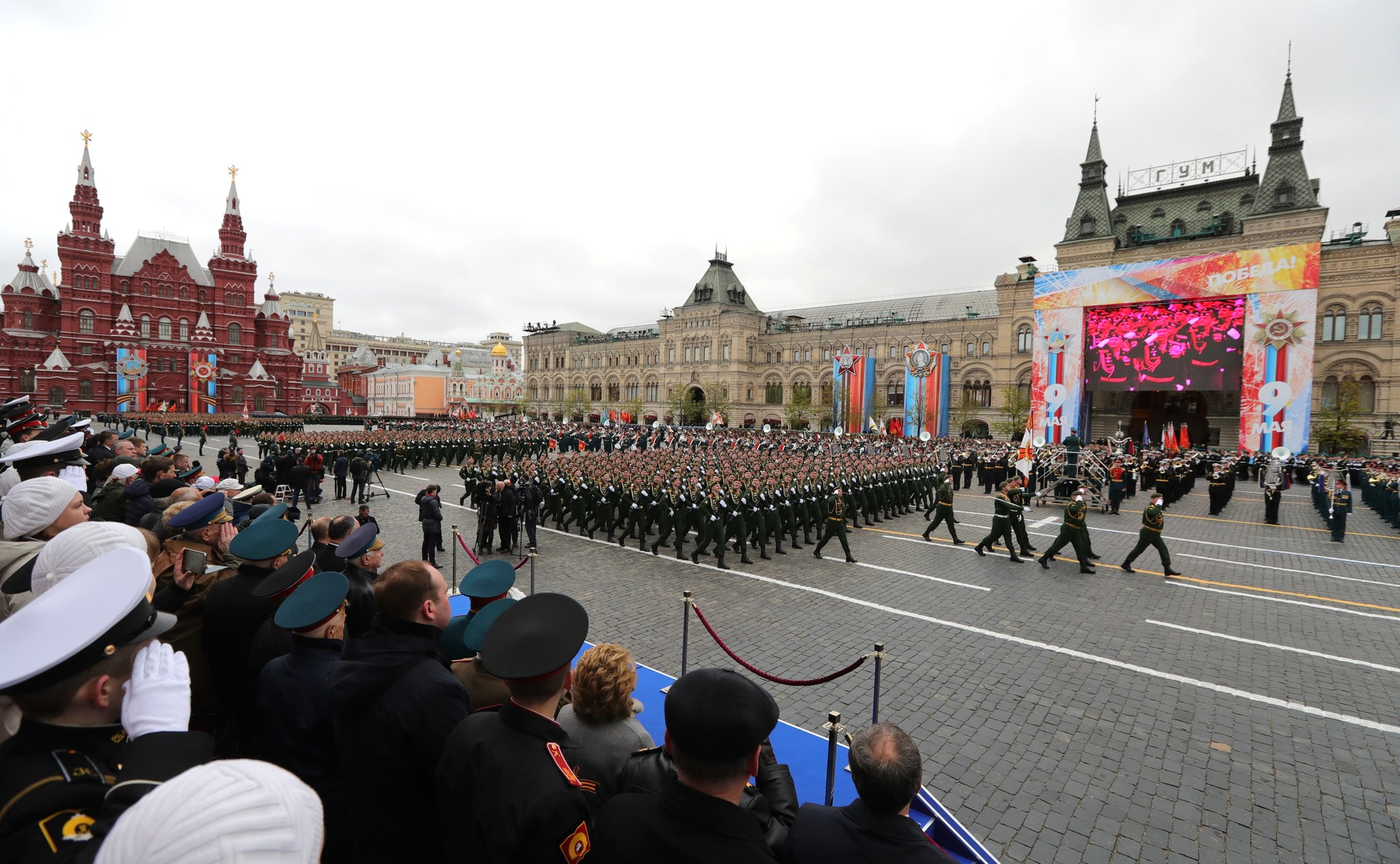

موكب يوم النصر في موسكو 2017 هو إستعراض عسكرى تم يوم 9 مايو 2017 لأحياء الذكرى 72 لأنتصار الأتحاد السوفيتى على ألمانيا النازية في عام 1945 وبدأ الأحتفال بعيد النصر من مراسم وضع أكاليل على نصب تذكارية ولقد قامت سلطات المدن الكبرى عروضا عسكريا ضخما شاركت فيها أحدث المعدات والطائرات الحربية الروسية وشهدت الساحة الحمراء عروضا عسكريا مهيبا بمشاركة 10 الأف عسكرى و100 ألية مدرعة و72 طائرة حربية في حضور الرئيس الروسي فلاديمير بوتين وعدد من المحاربين القدامى وبطريرك روسيا.